# Alex Bruno
Alex Bruno Costa Fernandes, (São Paulo, 9 de maio de 1982) é um ex-futebolista brasileiro que atuava como zagueiro.

## Carreira
Alex começou sua carreira no Águas de Lindóia em 2001. Após passagens por Inter de Bebedouro em 2002 e Santo André em 2004, onde ganhou a Copa do Brasil batendo o Flamengo na final, acabou indo para o São Paulo Futebol Clube.
Apesar de ter atuado pouco em 2004, foi fundamental para a conquista da Libertadores e da Copa do Mundo de Clubes da FIFA de 2005 com o São Paulo, jogando jogos importantes e compondo a zaga tricolor com Fabão, Lugano e também Edcarlos.
Embora as boas atuações em 2005 em 2006 aos poucos foi perdendo espaço no time do tricolor e em 2007, Alex foi emprestado ao Botafogo. No alvinegro carioca, formou dupla de zaga com Juninho e ajudou o clube a chegar ao vice-campeonato estadual, conquistando a Taça Rio. Alex foi grande parte do tempo titular do Botafogo, até perder sua vaga no final da temporada para Renato Silva, após atuações abaixo do nível técnico apresentado anteriormente. Após a passagem pelo Botafogo, voltou no final de 2007 para o São Paulo Futebol Clube, juntamente com Juninho, também contratado pelo tricolor paulista. Em meados de 2008, foi emprestado para o Figueirense Futebol Clube.
No ano de 2009, foi emprestado pelo São Paulo para Portuguesa até junho, quando acabou seu empréstimo a Lusa foi emprestado para o Atlético Mineiro.
No ano de 2010, foi emprestado pelo São Paulo para o Nacional.
Em 2011 passou a integrar o elenco do Sport.
Em setembro de 2011, Alex Bruno foi dispensado do Sport, pois não vinha sendo utilizando por PC Gusmão.
No mês de fevereiro de 2012, Alex acertou sua transferência para o Paraná.
Alex também é empresário de uma sorveteria e uma barbearia em São Paulo.

## Títulos
Santo André
- Campeonato Brasileiro Série C: 2003
- Taça São Paulo de Futebol Junior: 2003
- Copa do Brasil: 2004

São Paulo
- Campeonato Paulista: 2005
- Copa Libertadores da América: 2005
- Copa do Mundo de Clubes da FIFA: 2005[1]
- Campeonato Brasileiro: 2006 e 2008[2]

Botafogo
- Taça Rio: 2007

Paraná
- Divisão de Acesso:  2012